# Nationale Wassyl-Stefanyk-Universität der Vorkarpaten
Die Nationale Wassyl-Stefanyk-Universität der Vorkarpaten (ukrainisch Прикарпатський Національний Університет імені Василя Стефаника Prykarpatskyj Nazionalnyj Uniwersytet imeni Wassylja Stefanyka) ist eine Universität in der Stadt Iwano-Frankiwsk in der Ukraine. Sie besteht als Bildungseinrichtung mit ihrem Vorgänger, dem Pädagogischen Institut, seit 1940. 1992 wurde die Einrichtung zur Universität erhoben. Der Name bezieht sich auf den ukrainischen Dichter und Aktivisten Wassyl Stefanyk.
Heute studieren 15.479 Studenten, die von 724 Lehrern, davon 123 Professoren, unterrichtet werden, an der Universität (Stand:2020).

## Fakultäten
- Juristische Fakultät
- Philosophische Fakultät
- Ökonomische Fakultät
- Fakultät für Mathematik und Informatik
- Fakultät für physische Ertüchtigung und Sport
- Pädagogisches Institut
- Philologisches Institut
- Institut für Tourismus und Management
- Physikalisch-technische Fakultät
- Historisches und politologisches Institut
- Fakultät für Fremdsprachen

Außerdem diverse Spezialinstitute, die sich z. B. mit der ukrainischen Volkskultur in der Region beschäftigen (siehe Huzulen, Kolomea).

## Bekannte Studenten
- Oleksandr Lasarowytsch (* 1984), Skispringer und Skisprungtrainer
- Tanja Maljartschuk (* 1983), Schriftstellerin und Journalistin